# Anacronicta okinawensis
Anacronicta okinawensis är en fjärilsart som beskrevs av Shigero Sugi 1970. Anacronicta okinawensis ingår i släktet Anacronicta och familjen Pantheidae. Inga underarter finns listade i Catalogue of Life.